# NGC 2777
NGC 2777 é uma galáxia espiral (Sab) localizada na direcção da constelação de Cancer. Possui uma declinação de +07° 12' 26" e uma ascensão recta de 9 horas, 10 minutos e 41,8 segundos.
A galáxia NGC 2777 foi descoberta em 6 de Março de 1864 por Albert Marth.